# Petra Majdič
Petra Majdič (Dol pri Ljubljani - Ljubljana, 22. prosinca 1979.) je slovenska skijaška trkačica.

## Olimpijske igre
Petra Majdič prvi nastup na olimpijskim igrama nastupila je 2002. godine u Salt Lake Cityu.
Petra je ostvartila podvig na olimpijskim igrama u Vancouveru 2010. godine kada je osvojila brončanu medalju, nakon što je istoga dana tijekom zagrijavanja za nastup u jednom zavoju izletjela sa staze i pala u duboki jarak na kamenje.
S velikim je bolovima došla do bronce u sprintu, nakon čega je u cilju pala u nesvijest.
Iako se odmah vidjelo da trpi ogromne bolove, prvi pregledi nisu pokazali da je išta slomljeno, ali to nije bilo točno. Nakon što je završila svoj čudesni nastup, novi je pregled potvrdio da ima četiri slomljena rebra, a sumnja se da je puklo i peto. Testovi su pokazali i pneumotoraks, odnosno nakupljanje zraka u pleuralnoj šupljini.

## Nagrade
Petra Majdič tri puta je proglašena Slovenskom sportašicom godine i to 2006., 2007. i 2009. godine.

## Pobjede u Svjetskome kupu
| Datum         | Mjesto        | Disciplina                            |
| ------------- | ------------- | ------------------------------------- |
| 6. 3. 2006.   | Drammen       | sprint 1 km klasični                  |
| 25. 11. 2006. | Kuusamo       | Individualni sprint 1.2 km klasični   |
| 3. 1. 2007.   | Oberstdorf    | Individualni 10 km klasični           |
| 21. 3. 2007.  | Stockholm     | Individualni sprint 1 km klasični     |
| 1. 12. 2007.  | Kuusamo       | Individualni sprint 1.2 km klasični   |
| 23. 1. 2008.  | Canmore       | Individualni sprint 1.2 km klasični   |
| 10. 2. 2008.  | Otepää        | Individualni sprint 1.2 km klasični   |
| 29. 11. 2008. | Kuusamo       | Individualni sprint 1.2 km klasični   |
| 14. 12. 2008. | Davos         | Individualni sprint 1.4 km slobodno   |
| 20. 12 2008.  | Düsseldorf    | Individualni sprint 0.8 km slobodno   |
| 25. 1. 2009.  | Otepää        | Individualni sprint 1.2 km klasični   |
| 13. 1. 2009.  | Valdidentro   | Individualni sprint 1.4 km slobodno   |
| 7. 3. 2009.   | Lahti         | Individualni sprint slobodno          |
| 12. 3. 2009.  | Trondheim     | Individualni sprint klasični          |
| 14. 3. 2009.  | Trondheim     | Individualni 30 km klasični           |
| 18. 3. 2009.  | Stockholm     | Individualni sprint 1 km klasični     |
| 13. 12. 2009. | Davos         | Individualni sprint klasični          |
| 1. 1. 2010.   | Oberhof       | Individualni prologue 2.8 km slobodno |
| 3. 1. 2010.   | Oberhof       | Individualni sprint klasični          |
| 9. 1. 2010.   | Val di Fiemme | Individualni 10 km klasični           |

## Vanjske poveznice
- FIS-ove statistike  Arhivirana inačica izvorne stranice od 21. veljače 2010. (Wayback Machine)